# Frabosa Soprana
Frabosa Soprana (Frabosa Sovrana o Frabosa dë Dzora in piemontese, Frabouza Soubrana in occitano) è un comune italiano di 760 abitanti della provincia di Cuneo in Piemonte.

## Geografia fisica

### Territorio
Il territorio comunale è situato a sud della vicina città di Mondovì, ai primi contrafforti delle Alpi Marittime. Confina con i comuni di Frabosa Sottana, Monastero di Vasco, Montaldo di Mondovì, Roburent, Ormea e Magliano Alpi.  Il capoluogo di Frabosa Soprana è situato alle pendici di monte Moro (1685 mslm), a cavallo dello spartiacque della Val Corsaglia e Maudagna, ed il cui crinale continua in seguito verso nord risalendo ai 1098 m s.l.m.del Monte Pelato. È delimitato ad est dal fiume Corsaglia ed a ovest dal fiume Maudagna, affluente del fiume Ellero. 
Il centro abitato è formato dal nucleo storico di Frabosa Soprana (881 m s.l.m.) e dalla borgata del Serro (865 m s.l.m.). I principali accessi veicolari al comune sono garantiti da due direzioni: arrivando da Villanova Mondovì e dalla Val Corsaglia, entrambe catalogate strade provinciali (SP183). 

## Storia
Le prime informazioni sulla borgata si hanno nel 1210, quando il territorio era sottoposto ai marchesi di Saluzzo, sebbene sotto la diocesi di Asti (mentre oggi è ricompresa nella diocesi di Mondovì).  e, 1698 i Savoia imposero alla comunità Soprana e Sottana di delimitare i confini tra le due comunità dopo anni di liti.
In passato da Frabosa Soprana e dalle sue frazioni partivano numerosi lavoratori e lavoratrici stagionali. Nel dicembre del 1877 alla Colla dei Termini trovarono la morte sei olivere. Si trattava di cinque giovinette e di una donna che erano state in Liguria a raccogliere olive, per un impiego stagionale, e che mentre stavano tornando alla frazione Fontane furono sorprese da una tempesta di neve. I soccorsi arrivarono troppo tardi per salvarle, e l'unica cosa possibile fu il recupero delle salme per dare loro sepoltura. Sul colle si trova oggi un pannello commemorativo in ricordo della tragedia.

### Simboli
Lo stemma è stato concesso con regio decreto del 24 giugno 1929.
Il gonfalone è un drappo di rosso.

## Società

### Evoluzione demografica
Abitanti censiti

### Etnie e minoranze straniere
Secondo i dati Istat al 31 dicembre 2022, i cittadini stranieri residenti a Frabosa Soprana sono 36, così suddivisi per nazionalità:
1. Romania, 17
2. Pakistan, 7
3. Afghanistan, 4
4. Bulgaria, 2
5. Nigeria, 2
6. Moldavia, 1
7. Iran, 1
8. India, 1
9. Bangladesh, 1

## Geografia antropica

### Frazione Fontane

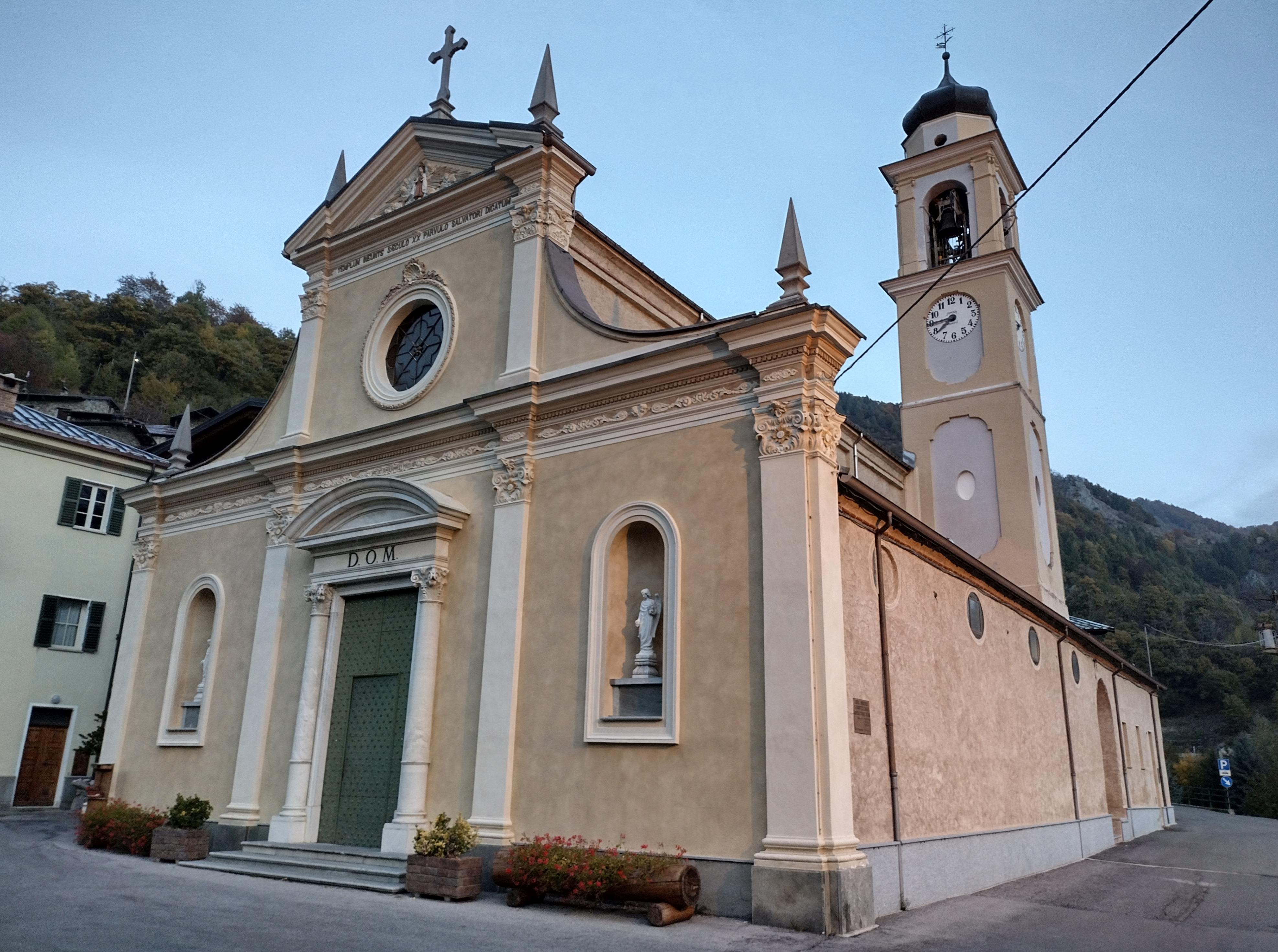
Frazione Fontane: la chiesa di San Bartolomeo

Tra le frazioni di Frabosa Soprana quella di Fontane è significativa a livello linguistico in quanto è uno dei pochi luoghi dove si parla il kje. La frazione ebbe anche una certa rilevanza a cavallo tra XVIII e XIX secolo perché fu il paese natale del brigante Michele Mamino, la cui banda controllò vaste zone del territorio a cavallo tra il Regno di Savoia e la Repubblica di Genova; il brigante venne tradito da alcuni conoscenti che lo avvelenarono in località Scarrone, a poche centinaia di metri di distanza da Fontane. A Fontane è presente la chiesa di San Bartolomeo, rifacimento di una preesistente cappella del XVII secolo ed eretta in parrocchia il 14 novembre 1793.

## Economia

### Turismo
È una località sciistica, nel periodo a cavallo tra gli anni sessanta e gli anni settanta fu la seconda stazione per importanza, dopo Limone Piemonte, della provincia di Cuneo disponendo di una cabinovia (la Malanotte, una delle prime in Italia con l'agganciamento automatico) due seggiovie e numerosi skilift.
Negli anni seguenti la concorrenza delle moderne stazioni vicine di Artesina e Prato Nevoso, la bassa quota media delle piste e la loro difficoltà tecnica e la scarsità dell'innevamento naturale ne avevano decretato una crisi che sembrava irreversibile.
Negli ultimi anni, però, la razionalizzazione e l'ammodernamento degli impianti e soprattutto con la costruzione della seggiovia di collegamento con Prato Nevoso, che ne ha permesso l'ingresso del comprensorio sciistico del Mondolè Ski, hanno dato un nuovo impulso alla località.
È da segnalare anche la crescente attività turistica estiva.

## Amministrazione
Di seguito è presentata una tabella relativa alle amministrazioni che si sono succedute in questo comune.
| Periodo          | Periodo        | Primo cittadino        | Partito                         | Carica              | Note   |
| ---------------- | -------------- | ---------------------- | ------------------------------- | ------------------- | ------ |
| 22 novembre 1985 | 2 giugno 1990  | Guido Caramello        | Partito Liberale Italiano       | Sindaco             | [ 13 ] |
| 2 giugno 1990    | 24 aprile 1995 | Guido Caramello        | Partito Liberale Italiano       | Sindaco             | [ 13 ] |
| 24 aprile 1995   | 14 giugno 1999 | Guido Caramello        | centro                          | Sindaco             | [ 13 ] |
| 14 giugno 1999   | 23 agosto 2001 | Edoardo Basso          | -                               | Sindaco             | [ 13 ] |
| 23 agosto 2001   | 28 maggio 2002 | Roberto Naccarato      |                                 | Comm. straordinario | [ 13 ] |
| 28 maggio 2002   | 29 maggio 2007 | Guido Caramello        | lista civica                    | Sindaco             | [ 13 ] |
| 29 maggio 2007   | 7 maggio 2012  | Pierangelo Giordanengo | lista civica                    | Sindaco             | [ 13 ] |
| 7 maggio 2012    | in carica      | Iole Caramello         | lista civica: montagna che vive | Sindaco             | [ 13 ] |

### Altre informazioni amministrative
Il comune faceva parte della comunità montana Alto Tanaro Cebano Monregalese.